# Christian Aaron Boulogne
Christian Aaron Boulogne, nebo také zkráceně Ari Boulogne, rodným jménem Ari Päffgen (11. srpna 1962, Paříž, Francie – květen 2023, Paříž) byl francouzský fotograf. 

## Životopis
Byl synem německé modelky, později herečky a zpěvačky Nico (vlastním jménem Christa Päffgen) a francouzského filmového a divadelního herce Alaina Delona. Delon však otcovství nikdy nepřiznal.

Nejprve žil s matkou a tak se objevil v několika filmech Andyho Warhola. Později jej adoptovala Delonova matka Édith a její druhý manžel Paul Boulogne. 
Již v roce 1970 se jako zpěvák podílel na písni „Le Petit Chevalier“ z alba Desertshore. Nico svému synovi také věnovala píseň „Ari's Song“ z předešlého alba The Marble Index (1969).

## Filmografie
- Ari and Mario (1966)
- The Velvet Underground and Nico: A Symphony of Sound (1966)
- Chelsea Girls (1966)
- La Cicatrice intérieure (1972)
- L'Enfant secret (1979)
- Nico Icon (1995)
- La Repentie (2002)
- Žena mého muže (2003)
- Pas Sages (2004)